# Terròs de sucre
El sucre en terrossos o terròs de sucre (marrofí a Eivissa i Cadaqués) és sucre presentat sota la forma de terrossos, el més sovint llambordes, obtinguts lligant els cristalls de sucre amb xarop de sucre. Serveixen principalment per ensucrar les begudes calentes, en les quals els terrossos es dissolen. El terròs és llavors una unitat de compte del sucratge.

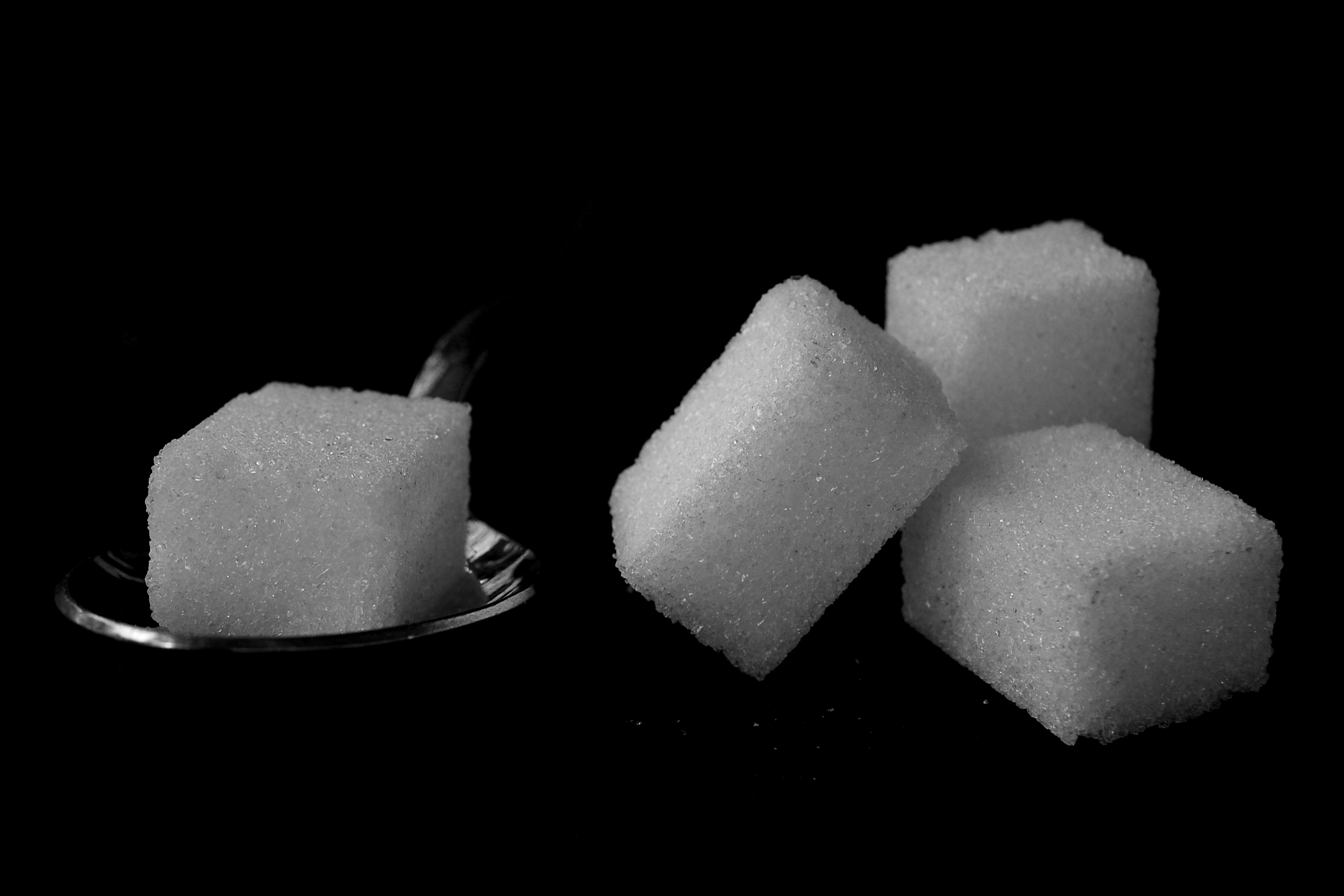
Sucre blanc en terrossos

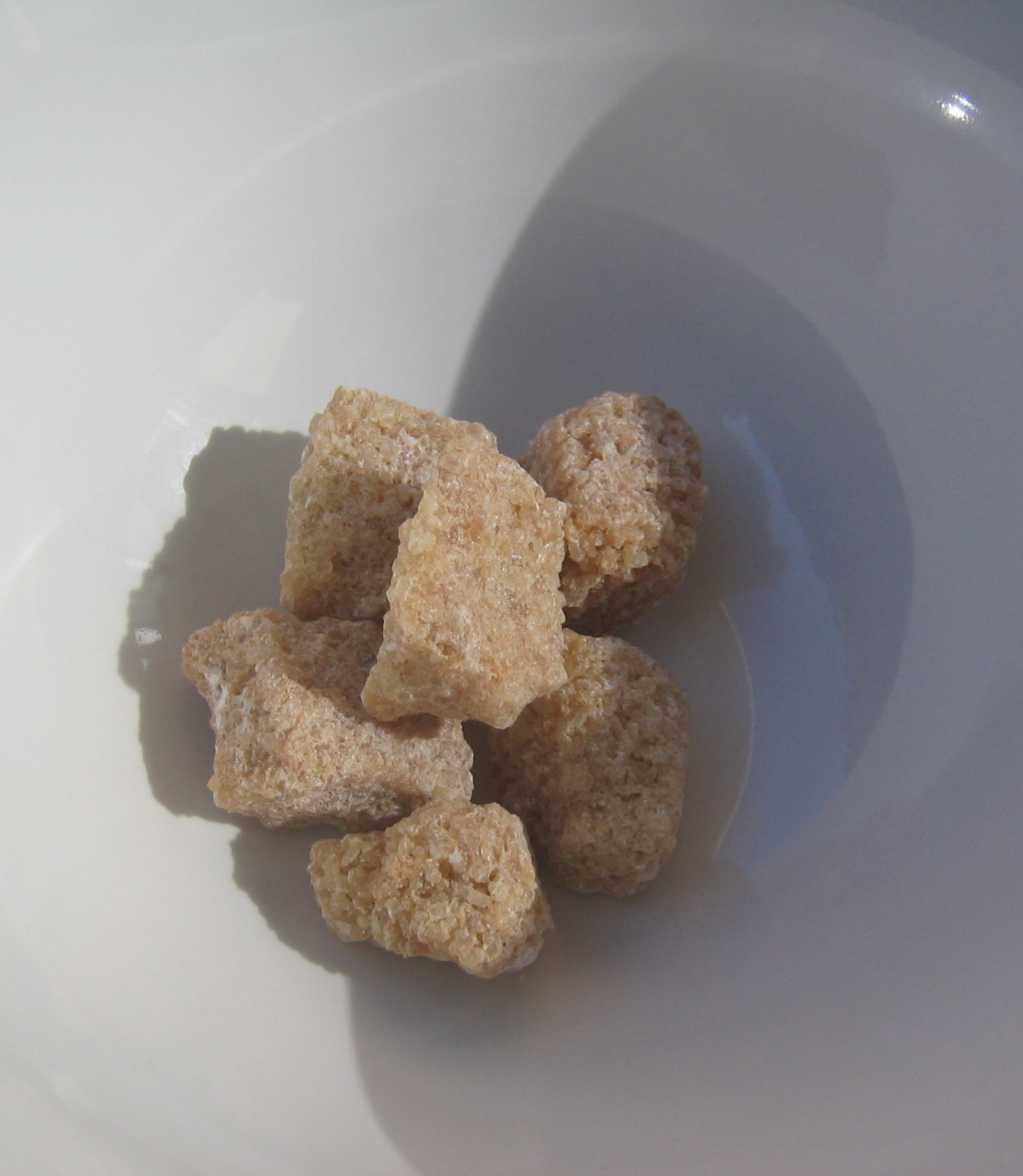
Sucre ros en terrossos

Jakub Kryštof Rad va inventar el sucre en terossos l'any 1841 gràcies al procediment artesanal de fondre el sucre calent sobre una placa, i en acabat serrar-lo en tira després de la solidificació, i finalment trancar-lo. La primera màquina ve d'un adroguer anomenat Eugène François, que serra rodanxes a partir de pans de sucre i després cada rodella en terrossos. El procediment de Jakub Rad el va millorar i industrialitzar a comptar del 1900 Théophile Adant, i resta majoritari a Europa fins a les primeres premses de pressió de l'empresa Louis Chambon que fabriquen motlladures a partir de sucre humid. Des de llavors, els cubs de sucres són regulars i de fabricació ràpida.
El sucre en terrossos és classificat per calibre : "dòmino número 4" indicarà que la capsa (1 kg) comporta 4 rengleres, el "calibre 4" pesa aproximadament 6 grams (corresponents a 24 kcal) mentre que el "calibre 3" en pesa prop de 8 g (32 kcal).